# Arteas de Abajo
Arteas de Abajo és un poble ubicat al terme municipal de Begís, a la comarca valenciana de l'Alt Palància, a una altura de 880 m.s.n.m. Tancat entre el barranc de la Masadica i el riu Canales, es troba a curta distància d'Arteas de Arriba. L'any 2015 comptava amb una població de 16 habitants.

## Accés
A la localitat s'hi arriba a través d'una pista forestal que naix del final del carrer Cloticos de la capital municipal. Des d'allà, i després d'uns sis quilòmetres, es fa cap a Arteas de Abajo.

## Llocs d'interès
- Ermita de sant Joan Baptista. Es tracta d'un temple de reduïdes dimensions, amb teulat de teula àrab a dues aigües i sostre de volta. Construïda a mitjan segle xix, en quedar l'antiga Ermita dins del nou terme municipal de Toràs, presenta sobre la seua porta un retaule ceràmic modern del titular.[3]
- Lavadero. Situat a la banda de baix del poble, a tocar del barranc de la Masadica.